# Estherville (meteoryt)
Estherville – meteoryt kamienno-żelazny należący do mezosyderytów, spadły 10 maja 1879 roku o 17.00 czasu uniwersalnego w pobliżu miejscowości Estherville w stanie Iowa w USA. 
Świadkiem upadku meteorytu był pasący krowy mały chłopiec. Opisał on upadek jako "istne gradobicie małych grudek żelaza, sypiących się do jeziorka". Meteoroid rozpadł się podczas przelotu przez ziemską atmosferę i spadł w postaci deszczu meteorytowego o elipsie rozrzutu długości 11 km. Ocenia się, że przed wejściem w atmosferę masa meteoroidu przekraczała 100 ton. Obecnie około 320 kg zebranej materii meteorytowej znajduje się w różnych większych kolekcjach świata. Największy znaleziony fragment ważył 198 kg. W meteorycie Estherville w 1980 roku zidentyfikowano nowy minerał: tetrataenit. 